# Elton Tyler
Elton Jamaul Tyler (Boston, 22 aprile 1979) è un ex cestista statunitense, professionista in Italia, Spagna e Argentina.